# Bruyères-sur-Fère
Bruyères-sur-Fère é uma comuna francesa na região administrativa de Altos da França, no departamento de Aisne. Estende-se por uma área de 9,05 km². Em 2010 a comuna tinha 197 habitantes (densidade: 21,8 hab./km²).